# Hohenbuehelia amazonica
Hohenbuehelia amazonica är en svampart som beskrevs av Singer 1989. Hohenbuehelia amazonica ingår i släktet Hohenbuehelia och familjen musslingar.   Inga underarter finns listade i Catalogue of Life.